# 879 TCN
879 TCN là một năm trong lịch La Mã.